# クイン・クック
クイン・アレクサンダー・クック（Quinn Alexander Cook, 1993年3月23日 - ）は、アメリカ合衆国・ワシントンD.C.出身のバスケットボール選手。CBAの福建スタージョンズに所属している。ポジションはポイントガード。

## 高校
フレッシュマン、ソフィモア、ジュニア シーズンをメリーランド州ハイアッツビルのデマッサ・カトリック・ハイスクールでプレイし、この3シーズンでチームは85勝18敗を記録、ジュニアシーズンにはメリーランド州のランキング1位のチームとなった。チームメイトにはビクター・オラディポがいた。
シニアシーズンには全米屈指の強豪校であるオークヒル・アカデミーに転校、チームは31勝4敗を記録、クックは平均19.1得点、10.9アシスト、2.5スティールを記録し、2011年のマクドナルド・オール・アメリカンに選ばれた。
| 氏名              | 出身                                                                          | 高校 / 大学            | 身長               | 体重           | コミット日    |
| ----------------- | ----------------------------------------------------------------------------- | ---------------------- | ------------------ | -------------- | ------------- |
| クイン・クック PG | ワシントンD.C                                                                 | オークヒル・アカデミー | 6 ft 0 in (1.83 m) | 180 lb (82 kg) | 2010年11月4日 |
| クイン・クック PG | リクルート スターレーティング: Scout: Rivals: 247Sports: N/A ESPNグレード: 96 |                        |                    |                |               |

2010年11月4日にデューク大学への進学を発表、他にビラノバ大学、UCLA、ノースカロライナ大学といった選択肢があった。クックはデューク大学を選択した理由を「デューク大学を選んだ理由はコーチKがいるから」と答えた。
クックはESPNから全米38位の選手、Rivals.comから全米38位の選手、Scout.comからは全米37位の選手にランクされた。
クックは2011年クラスにデューク大学にリクルートされた5人の内の1人となった。他の4人はオースティン・リバース、アレックス・マーフィー、マーシャル・プラムリー、マイケル・グビニジェ。デューク大学の2011年クラスはESPNから全米で2番目に良いリクルーティングクラスであると評価された。

## 大学
クックは膝の負傷のため、フレッシュマンシーズンのエキシビションゲーム全4試合を欠場した。2011年10月14日に行われたチーム恒例の紅白戦に出場、7得点、2アシストを記録しデューク大でのデビューとなった。2011年12月30日に行われた西ミシガン大学戦でシーズン・ハイとなる16得点を記録、試合はデューク大学が勝利した。2013年1月8日に行われたクレムソン大学戦でシーズン・ハイとなる27得点を記録、試合はデューク大学が勝利した。2013年12月3日に行われたミシガン大学戦でシーズン・ハイとなる24得点を記録、試合はデューク大学が勝利した。2015年2月21日に行われたクレムソン大学戦でシーズン・ハイとなる27得点を記録、試合はデューク大学が勝利した。2015年のNCAAトーナメントで優勝、大学全米No.1に輝いた。

## NBAキャリア

### カントン・チャージ、ダラス・マーベリックス
2015年のNBAドラフトではどのチームからも指名を受けなかった。その後オクラホマシティ・サンダーの一員としてオーランドのNBAサマーリーグ、クリーブランド・キャバリアーズの一員としてラスベガスでのサマーリーグに参加した。2015年9月、クリーブランド・キャバリアーズと契約した。プレシーズンゲームに6試合出場した後、10月24日にキャバリアーズからウェイブされた。10月30日、クリーブランド・キャバリアーズと提携しているDリーグのカントン・チャージと契約した。11月14日に行われたメイン・レッドクローズ戦で公式にプロデビューした。クックは15得点を記録したが、106-99で敗れた。このシーズンクックはDリーグ新人王、オールNBA Dリーグ3rdチームに選出される。
2017年のDリーグ・オールスターゲームではMVPに選出された。その活躍もあって2017年2月26日、ダラス・マーベリックスと10日間契約を結んだ。翌日行われたマイアミ・ヒート戦でNBAの公式戦にデビューした。クックは2得点、2アシスト、2リバウンドを記録、試合はマーベリックスが96-89で勝利した。3月7日に行われたロサンゼルス・レイカーズ戦で10得点を記録、試合はマーベリックスが122-111で勝利した。2017年3月8日、マーベリックスとの契約は更新されず再びカントン・チャージに戻った。

### ニューオーリンズ・ペリカンズ
2017年3月19日、ニューオーリンズ・ペリカンズと10日間契約を結んだ。3月29日、ペリカンズと2度目の10日間契約を結んだ。4月8日、ペリカンズとシーズン終了までの契約を結んだ。翌日行われたゴールデンステート・ウォリアーズ戦でキャリア・ハイとなる22得点を記録、試合はウォリアーズに123-101で敗れた。シーズン終了後、オールNBA Dリーグ1stチームに選出される。2017年7月25日、ペリカンズからウェイブされた。

### ゴールデンステート / サンタクルーズ・ウォリアーズ
アトランタ・ホークスと2017年のトレーニングキャンプの契約を結んだ。10月13日、ホークスからウェイブされプレシーズンのロスターに残ることはできなかった。10月17日、ゴールデンステート・ウォリアーズとツー・ウェイ契約を結んだ。ステフィン・カリーの怪我に伴い、クックは急遽コールアップされ12月6日のシャーロット・ホーネッツ戦でキャリア初先発した。2018年3月16日に行われたサクラメント・キングス戦でキャリア・ハイとなる25得点を記録、試合はキングスに98-93で敗れた。翌日3月17日に行われたフェニックス・サンズ戦で再びキャリア・ハイとなる28得点を記録、試合はウォリアーズが124-109で勝利した。3月29日に行われたミルウォーキー・バックス戦でキャリア・ハイとなる30得点を記録、試合はバックスに116-107で敗れた。NBAゲータレード・リーグでは前身のDリーグも含め、下部リーグ史上初となる50-40-90を達成した。4月10日、ウォリアーズと2年契約を締結した。

### ロサンゼルス・レイカーズ
2019年7月6日、ロサンゼルス・レイカーズと契約した。2019-20シーズンのレイカーズはNBAファイナルまで勝ち進み、6試合でマイアミ・ヒートに勝利しクックは2度目のNBAチャンピオンを獲得した。2020年11月19日、レイカーズから解雇されたが、同年12月4日にレイカーズと再契約を結んだ。2021年2月24日にレイカーズから解雇された。

### クリーブランド・キャバリアーズ
2021年3月12日にクリーブランド・キャバリアーズと10日間契約を結んだ。

### 海外リーグへ
2021-22シーズン開幕前にポートランド・トレイルブレイザーズのシーズンキャンプに参加するも解雇。2021年10月26日にBCロコモティフ・クバンと契約した。

## 個人成績

### NBA

#### レギュラーシーズン
| シーズン | チーム | GP  | GS | MPG  | FG%  | 3P%  | FT%   | RPG | APG | SPG | BPG | PPG |
| -------- | ------ | --- | -- | ---- | ---- | ---- | ----- | --- | --- | --- | --- | --- |
| 2016–17  | DAL    | 5   | 0  | 15.4 | .440 | .357 | .000  | .6  | 2.4 | .2  | .0  | 5.4 |
| 2016–17  | NOP    | 9   | 0  | 12.3 | .537 | .500 | .667  | .4  | 1.6 | .3  | .0  | 5.8 |
| 2017–18  | GSW    | 33  | 18 | 22.4 | .484 | .442 | .880  | 2.5 | 2.7 | .4  | .0  | 9.5 |
| 2018–19  | GSW    | 74  | 10 | 14.3 | .465 | .405 | .769  | 2.1 | 1.6 | .3  | .0  | 6.9 |
| 2019–20  | LAL    | 44  | 1  | 11.5 | .425 | .365 | .786  | 1.2 | 1.1 | .3  | .0  | 5.1 |
| 2020–21  | LAL    | 16  | 0  | 3.9  | .462 | .385 | .800  | .3  | .3  | .1  | .1  | 2.1 |
| 2020–21  | CLE    | 7   | 0  | 13.6 | .405 | .462 | 1.000 | 1.7 | 1.9 | .4  | .0  | 6.1 |
| 通算     | 通算   | 188 | 29 | 14.1 | .461 | .408 | .795  | 1.7 | 1.6 | .3  | .0  | 6.4 |

#### プレーオフ
| シーズン | チーム | GP | GS | MPG  | FG%  | 3P%  | FT%   | RPG | APG | SPG | BPG | PPG |
| -------- | ------ | -- | -- | ---- | ---- | ---- | ----- | --- | --- | --- | --- | --- |
| 2018     | GSW    | 17 | 0  | 10.3 | .448 | .226 | .824  | 1.4 | .6  | .2  | .1  | 4.8 |
| 2019     | GSW    | 17 | 0  | 11.4 | .400 | .324 | 1.000 | 1.1 | .7  | .2  | .1  | 4.2 |
| 2020     | LAL    | 6  | 0  | 4.0  | .500 | .500 | 1.000 | .2  | .8  | .0  | .0  | 2.2 |
| 通算     | 通算   | 40 | 0  | 9.8  | .429 | .290 | .864  | 1.1 | .7  | .2  | .1  | 4.1 |

### カレッジ
| シーズン | チーム   | GP  | GS | MPG  | FG%  | 3P%  | FT%  | RPG | APG | SPG | BPG | PPG  |
| -------- | -------- | --- | -- | ---- | ---- | ---- | ---- | --- | --- | --- | --- | ---- |
| 2011–12  | デューク | 33  | 4  | 11.7 | .405 | .250 | .776 | 1.0 | 1.9 | .4  | .1  | 4.4  |
| 2012–13  | デューク | 36  | 34 | 33.6 | .416 | .393 | .877 | 3.8 | 5.3 | 1.4 | .1  | 11.7 |
| 2013–14  | デューク | 35  | 22 | 29.8 | .432 | .371 | .827 | 2.2 | 4.4 | 1.3 | .0  | 11.6 |
| 2014–15  | デューク | 39  | 39 | 35.8 | .453 | .395 | .891 | 3.4 | 2.6 | 1.0 | .0  | 15.3 |
| 通算     | 通算     | 143 | 99 | 28.2 | .432 | .375 | .853 | 2.7 | 3.6 | 1.1 | .1  | 11.0 |